# 齊藤光實
齊藤 光實（さいとう てるみ）は、日本の薬学者である。専門は分解酵素、生分解性プラスチック、元神奈川大学理学部教授。元神奈川大学理学部長神奈川大学名誉教授。

## 経歴
- 1972年京都大学大学院 薬学研究科 薬学専攻博士課程
- 1973年  京都大学 薬学部文部技官
- 1973年 - 1985年京都大学 助手
- 1978年 - 1980年米国テキサス大学 京都大学在外研究員
- 1985年 - 1989年京都大学 助教授
- 1989年 - 2001年神奈川大学 理学部 教授
- 神奈川大学理学部長
- 神奈川大学名誉教授

## 研究/受賞
- カビ由来P(3HB)分解酵素の構造と機能2004年
- ポリ（3-ヒドロキシ酪酸）分解菌Acidovorax sp. SA1の3-ヒドロキシ酪酸脱水素酵素に関する研究2003年

等

## 著作・文献
- 『「高分子の寿命予測と長寿命化技術」基礎編－1』エヌ・ティー・エス   2002年
- 『グリーンプラスチック最新技術』シーエムシー出版   2002年
- 『degradation of PHAs in ``Biopolymers edited by Y. Doi and A. Steinb"uchelWiley』-VCH   2001年
- 『生分解性プラスチックハンドブック』NTS inc.   1995年
- 『プラスチック廃棄物問題と対策』　技術情報協会   1991年